# Cyprysik groszkowy
Cyprysik groszkowy (Chamaecyparis pisifera Endl.) — gatunek rośliny z rodziny cyprysowatych. W naturze rośnie na japońskich wyspach Honsiu i Kiusiu, jest uprawiany w wielu krajach świata. Do Europy został sprowadzony w XIX wieku. Nazwa gatunkowa pochodzi od tego, że jego szyszki mają wielkość nasion grochu.

## Morfologia

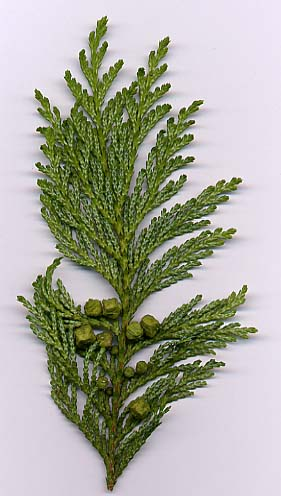
Gałązka

PokrójZimozielone drzewo o stożkowej, stosunkowo luźnej koronie, z silnie spłaszczonymi, ułożonymi w jednej płaszczyźnie rozgałęzieniami. Typowa forma gatunku na naturalnych stanowiskach dorasta do 45 m wysokości. Odmiany ozdobne są znacznie mniejsze, osiągają wysokość od 2 – 10 m (w zależności od odmiany). Występują wśród nich także formy krzewiaste.
Pień i pędyPień prosty, gładki, w dolnych partiach szeroko karbowany. Kora czerwonobrązowa, z wiekiem łuszcząca się długimi pasami. Dolne części gałązek silnie wybarwione na niebieskobiały kolor.
LiścieW formie drobnych pazurkowato zgiętych łusek, ciemnozielone i błyszczące, od spodu widoczny biały, woskowaty rysunek przypominający motylek (kokardkę). Łuski błyszczące o odstających końcach, ułożone w spłaszczonych gałęziach.
KwiatyKwiatostany męskie brązowawe. Kwiatostany żeńskie są zielone.
SzyszkiKuliste szyszki do 8 mm średnicy, początkowo zielone a w późniejszym okresie brązowe.

## Zastosowanie

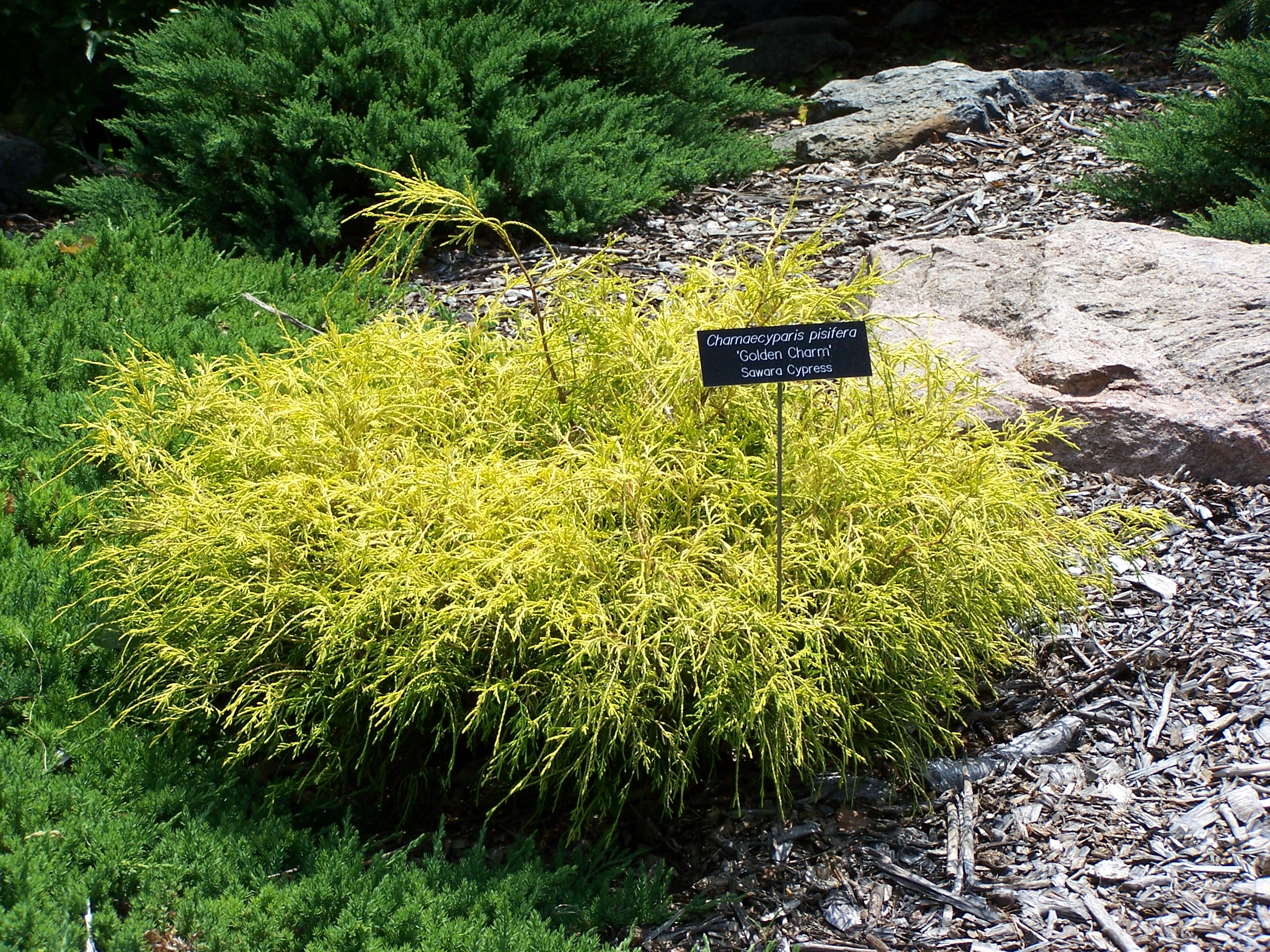
'Golden Charm'

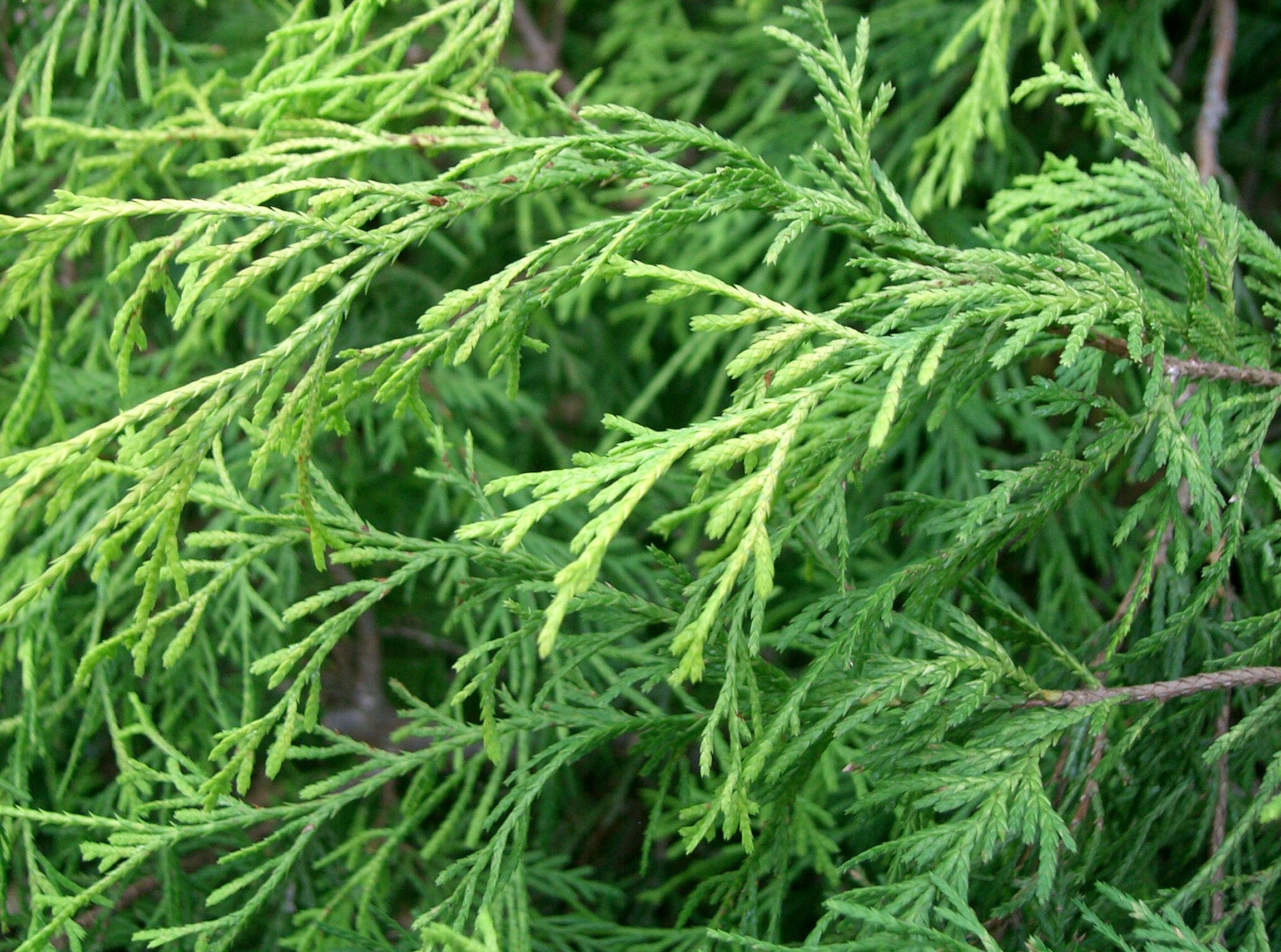
'Filifera Aurea'

Jest uprawiany jako roślina ozdobna. Gatunek długowieczny, wolno rosnący. Może być uprawiany jako soliter, ale dobrze nadaje się także na szpalery i do tworzenia kompozycji z innymi iglakami oraz do ogrodów skalnych i na wrzosowiska. Szczególnie dobrze prezentuje się pośród roślin o pokroju kolumnowym i roślin płożących się (np. płożących się odmian jałowca).

## Uprawa
Roślina światłolubna, doskonale rosnąca w miejscach o dużej wilgotności powietrza, na glebach kwaśnych, głęboko uprawianych i żyznych. Duża odporność na mróz, jednak posadzone na terenie odkrytym, narażonym na silne wiatry, łatwo brązowieją i zrzucają boczne odgałęzienia. Wykazuje dużą odporność na zanieczyszczenia powietrza, jednak wpływa ono na jego wygląd oraz tempo wzrostu. Odmiany o ulistnieniu igiełkowatym lub pierzastym są znacznie wrażliwsze na wysychanie. Na stanowiskach suchych i wietrznych igły w środku rośliny zasychają i obumierają. Można temu zapobiec przez delikatne przystrzyganie całej rośliny, co dodatkowo wpływa na jej zagęszczenie i ładniejszy wygląd. Przystrzyganie znosi dobrze.
Odmiany botaniczne można rozmnażać przez wysiew nasion, odmiany ogrodowe uprawiane z nasion nie zachowują cech rośliny matecznej i należy je rozmnażać przez sadzonki (ukorzeniają się łatwo). 

## Niektóreodmiany ogrodowe
- 'Baby Blue'
- 'Compacta'
- 'Boulevard'
- 'Dwarf Blue'
- 'Filifera'
- 'Filifera Aurea'
- 'Filifera Aurea Nana'
- 'Filifera Nana'
- 'Filifera Aureovariegata'
- 'Golden Charm'
- 'Golden Mops'
- 'Nana'
- 'Nana Aureovariegata'
- 'Plumosa'
- 'Plumosa Argenteovariegata'
- 'Plumosa Aurea'
- 'Plumosa Aurea Compacta'
- 'Plumosa Compressa Aurea'
- 'Pygmea'
- 'Snow'
- 'Squarrosa'
- 'Squarrosa Intermedia'
- 'Squarosa Sulphurea'
- 'Sungold'
- 'True Blue